# ورزشگاه ریورساید
ریورساید (به انگلیسی: Selhurst Park) نام ورزشگاه اختصاصی باشگاه میدلزبورو در شهر میدلزبورو در کشور انگلستان است.
این ورزشگاه از سال ۱۹۹۵ زمین خانگی باشگاه میدلزبورو می‌باشد. ظرفیت این ورزشگاه ۳۴٬۷۴۲ است .
ریورساید پانزدهمین ورزشگاه بزرگ در انگلستان می‌باشد.

## ساخت
در پی حادثه هیلزبورو و ابلاغ گزارش تیلور به تیم‌های فوتبال انگلیس که آن‌ها را موظف به یک سری اقدامات برای بالا بردن سطح امنیت سکوهای ورزشگاه‌ها می‌کرد باشگاه میدلزبورو تصمیم گرفت ورزشگاه قدیمی خود ، آیرسوم پارک را به‌طور کامل تخریب و ورزشگاهی جدید بسازد.

## نام
ریورساید ، که ترجمه فارسی آن کنار رودخانه می‌شود به این دلیل است که این ورزشگاه دقیقاً در کنار رودخانه تیس که از وسط شهر میدلزبورو می‌گذرد واقع شده‌است. بعد از آخرین بازی تیم میدلزبورو در ورزشگاه آیرسوم پارک از تماشاگران برای انتخاب نام ورزشگاه جدید نظرخواهی شد که این نام بیشترین طرفدار را داشت . دیگر نام‌هایی که مطرح بود عبارت بودند از:  Middlehaven Stadium  Erimus Stadium  Teesside Stadium
در اولین فصلی که تیم میدلزبورو بازی‌های خود را در ورزشگاه جدید انجام میداد ، به موجب قراردادی ۳ میلیون پوندی با شرکت  سلنت  بسته شده بود این شرکت نام خود را به اول نام ورزشگاه اضافه میکرد و ورزشگاه تا پایان این قرارد در پایان فصل ۰۲-۲۰۰۱ به نام سلنت ریورساید بود. شرکت سلنت همان شرکت O2 است که سال‌ها اسپانسر تیم آرسنال بود.

## نگارخانه

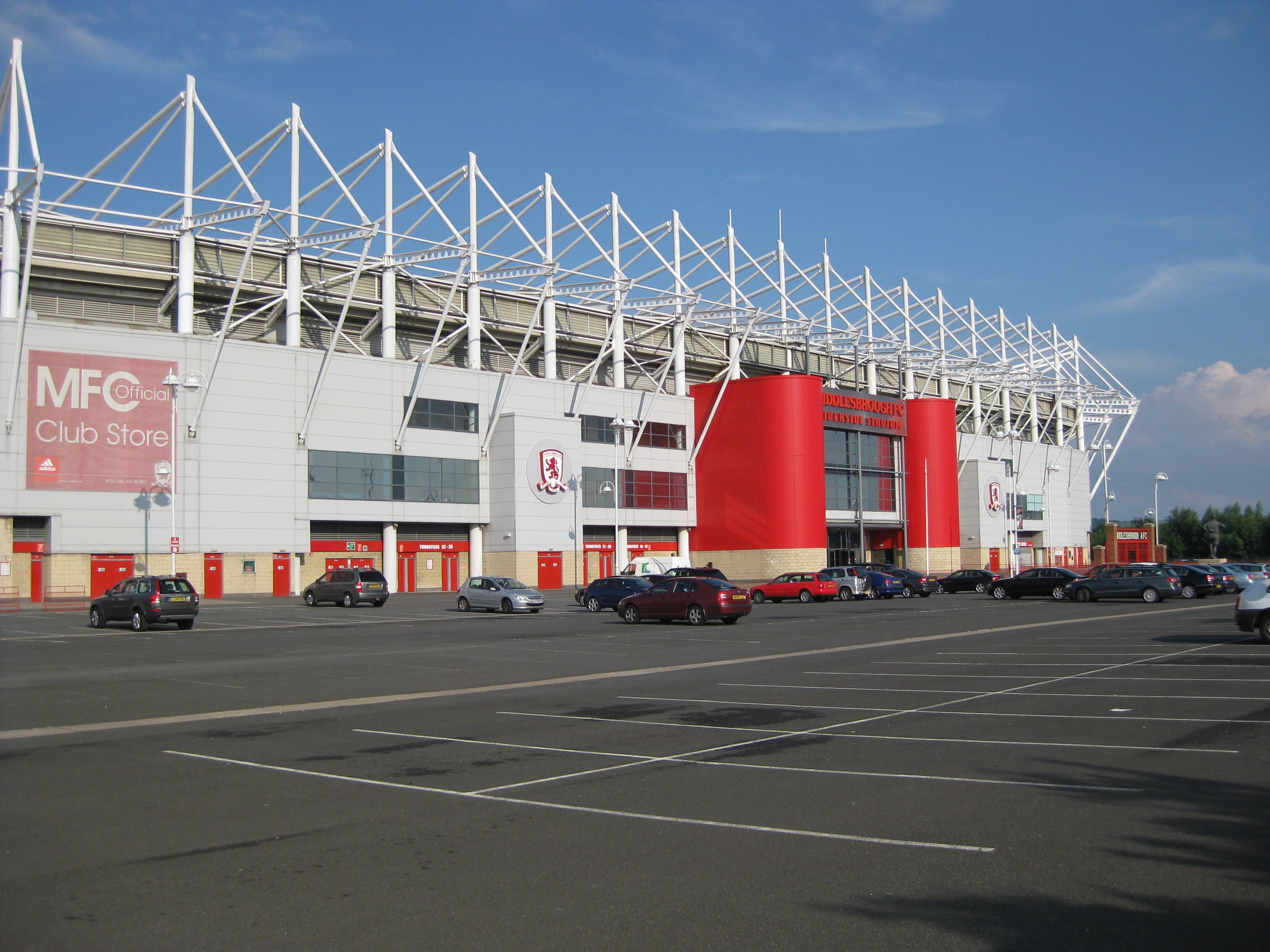
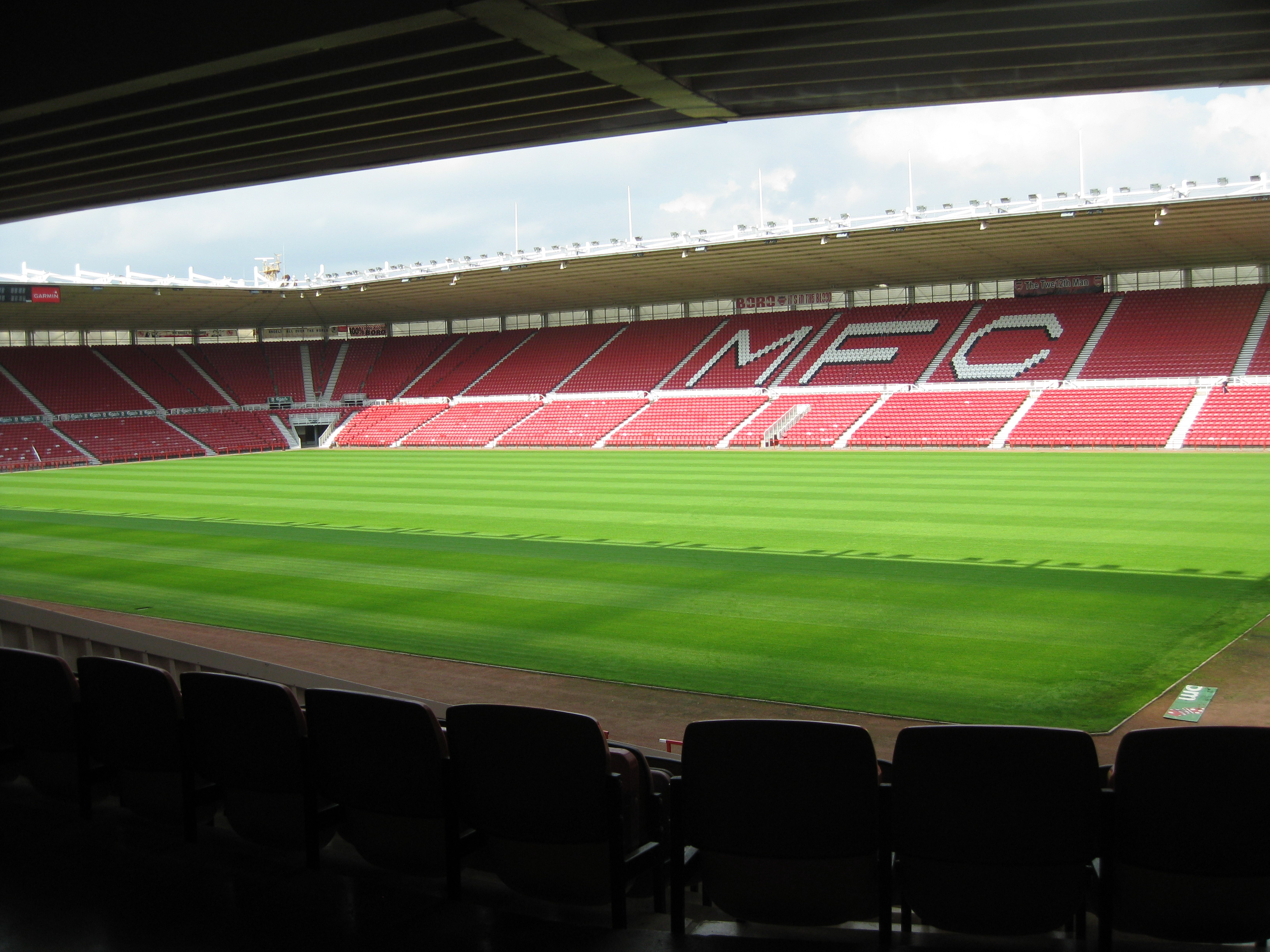
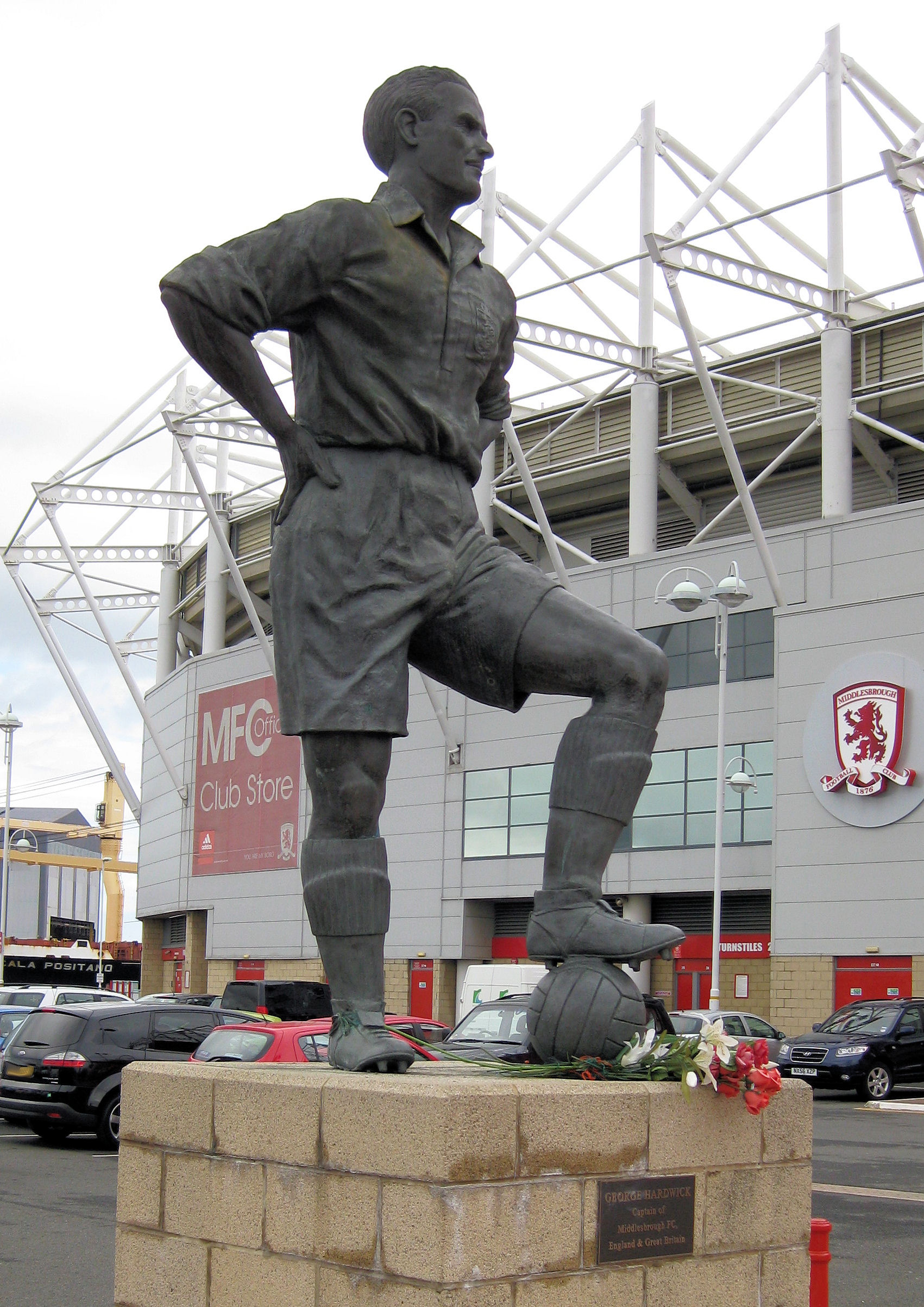
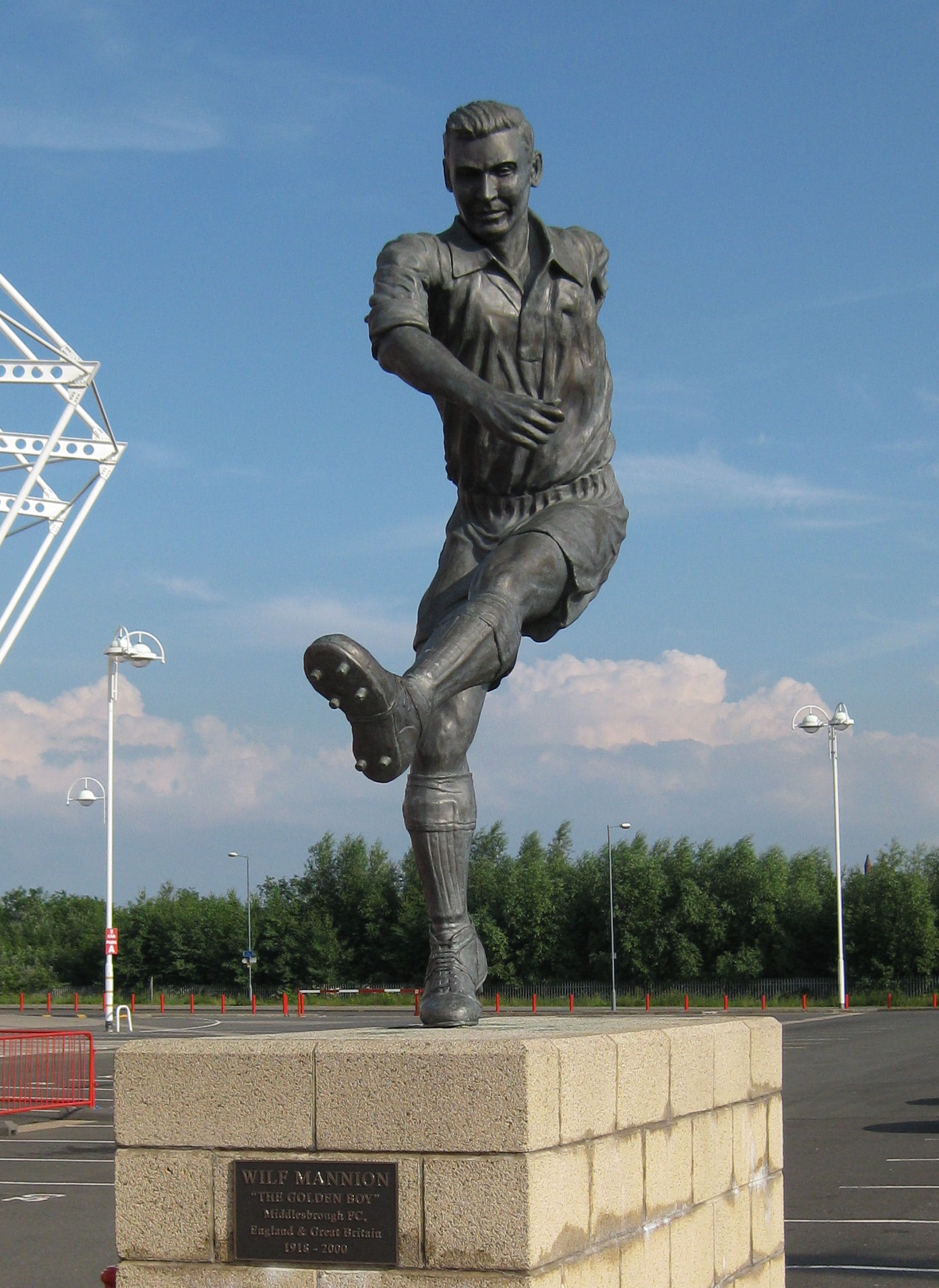